# Sayed Najem
Sayed Najem (28 de febrero de 1970) es un deportista canadiense que compitió en taekwondo. Ganó dos medallas en el Campeonato Mundial de Taekwondo en los años 1991 y 1993, y tres medallas en el Campeonato Panamericano de Taekwondo entre los años 1990 y 1994.

## Palmarés internacional
| Campeonato Mundial      | Campeonato Mundial                | Campeonato Mundial | Campeonato Mundial |
| Año                     | Lugar                             | Medalla            | Categoría          |
| ----------------------- | --------------------------------- | ------------------ | ------------------ |
| 1991                    | Atenas (Grecia)                   | Medalla de plata   | –58 kg             |
| 1993                    | Nueva York (Estados Unidos)       | Medalla de plata   | –58 kg             |
| Campeonato Panamericano |                                   |                    |                    |
| Año                     | Lugar                             | Medalla            | Categoría          |
| 1990                    | Bayamón (Puerto Rico)             | Medalla de oro     | –58 kg             |
| 1992                    | Colorado Springs (Estados Unidos) | Medalla de plata   | –58 kg             |
| 1994                    | Heredia (Costa Rica)              | Medalla de plata   | –76 kg             |